# Bristol Type 118
El Bristol Type 118 fue un avión militar de propósitos generales británico, un biplano biplaza construido por la Bristol Aeroplane Company a principios de la década de 1930, propulsado por un motor radial Bristol Mercury y destinado a los mercados extranjeros. El Type 120 era una variante con motor Bristol Pegasus que participó en una competición del Ministerio del Aire y que más tarde se utilizó para realizar pruebas de armamento. Se construyeron dos aviones.

## Diseño y desarrollo

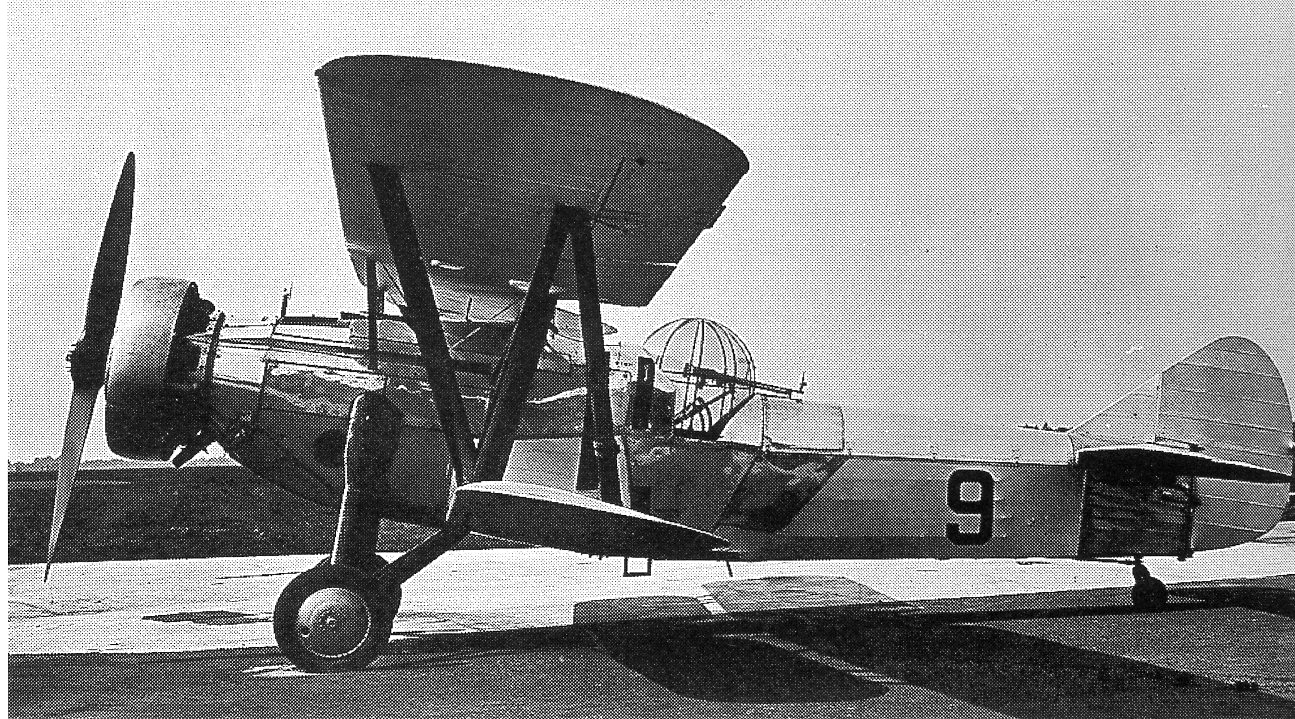
Bristol 120.

El Type 118 fue financiado por Bristol, diseñado para proporcionar una máquina multifunción capaz de actuar como caza, bombardero, avión de reconocimiento o de transporte de heridos a fuerzas aéreas extranjeras que no podían permitirse una gama de aviones más especializados. La variedad de funciones requería un biplaza y la necesidad de rendimiento a gran altitud para el papel del reconocimiento fotográfico, por ejemplo, exigía de sobrealimentación. Como el diseño del motor radial Bristol Jupiter estaba envejecido, el más nuevo Bristol Mercury parecía una elección natural de planta motriz. El primer prototipo iba a tener un motor Bristol Jupiter XFA sobrealimentado, y el Mercury V se instalaría en la segunda máquina, denominada Type 118A.
Frank Barnwell diseñó un biplano limpio de un solo vano con alas decaladas y envergaduras desiguales. Sólo se utilizó arriostramiento por cable en la sección central; fuera de esta, existía un único y aerodinámico soporte a compresión y un arriostramiento de resistencia de tres soportes en cada ala. Los alerones tipo Frise se instalaron únicamente en las alas superiores. El fuselaje era de construcción metálica recubierta de tela, similar en detalle al del Bulldog. El timón y los elevadores estaban compensados por superficie y el plano de cola tenía una forma en voladizo sin arriostramientos. El tren de aterrizaje estaba dividido y unido al fuselaje mediante patas y soportes aerodinámicos. La instalación del Jupiter dejaba las culatas expuestas, pero los motores posteriores fueron recubiertos con un anillo Townend.
La cabina del piloto estaba elevada y situada debajo de un recorte en el borde de fuga del ala superior. Tenía una ametralladora Vickers sincronizada de 7,7 mm montada en un canal en el lado de babor. La cabina del observador estaba detrás del piloto, donde podía ser artillero trasero, bombardero, fotógrafo u operador de radio. Para la tarea de artillero trasero, existía una ametralladora Lewis de 7,7 mm montada sobre un anillo Scarff. Para el bombardeo y toma de fotografías, podía alcanzar una posición boca abajo con visibilidad inferior a través de ventanas en el suelo. Alternativamente, este espacio podía albergar a una persona en camilla y una segunda podía ser transportada debajo de la cubierta desmontable del fuselaje trasero. Las bombas podían transportarse en soportes externos.
El primer prototipo con motor Jupiter, registrado como G-ABEZ, voló el 22 de enero de 1931, pilotado por Cyril Uwins. Voló bajo la matrícula experimental R-3 durante 1931 y recibió su certificado de aeronavegabilidad en diciembre de ese mismo año. Una gira de ventas planificada por el Báltico se vio interrumpida por disputas sobre los derechos de licencia de fabricación de motores. Mientras tanto, el interés del Ministerio del Aire en el Type 118 había aumentado y alquilaron el R-3, ahora propulsado por un Mercury V, equipado con una hélice de cuatro palas y despojado de armamento, para realizar pruebas de resistencia y en el desierto (en Irak) de ese motor, a partir de febrero de 1932. Durante este tiempo, el Type 118 llevaba marcas de la RAF con la matrícula K2873. Después de estas pruebas, este avión regresó a Filton y estuvo almacenado hasta abril de 1935, cuando se utilizó como banco de pruebas para el motor que se convirtió en el Bristol Pegasus XVII con sobrealimentador de dos velocidades.
El segundo prototipo, originalmente el Type 118A, realizó su primer vuelo, con el motor Mercury V para el que fue diseñado y llevando la matrícula experimental R-6, el 29 de enero de 1932. Para entonces, ya había adquirido una torreta o cúpula giratoria sobre la cabina del artillero y un nuevo número de modelo, el Type 120. El Mercury era un motor provisional (aunque el Mercury V había sido recientemente rebautizado como Pegasus) y un Pegasus I.M.3 lo reemplazó ese abril. La cúpula era una estructura ligera y transparente que encerraba completamente al artillero y giraba con su ametralladora Lewis; su anillo Scarff ahora estaba montado más arriba en la cabina. Le proporcionaba protección contra la corriente de aire, lo que era particularmente útil cuando se ponía de pie para disparar hacia abajo.
En abril, el Type 120 fue a Martlesham como competidor de la especificación G.4/31 del Ministerio del Aire para reemplazar a los viejos Westland Wapiti y Fairey Gordon, pero no tuvo éxito, principalmente porque el Ministerio del Aire había agregado el bombardeo con torpedos a las tareas requeridas de los aviones de propósito general. A pesar de esto, el Type 120 fue comprado por el Ministerio del Aire y utilizado para investigar la resistencia de la torreta volando con y sin ella. Durante este tiempo, llevó las marcas de la RAF con la matrícula K3587. Las continuas disputas sobre las licencias de fabricación de motores hicieron que el interés español en el Type 120 quedara en nada. 

## Variantes
Type 118
Primer prototipo con motor Bristol Jupiter XFA.
Type 118A
Segundo prototipo con motor Bristol Mercury V.
Type 120
Segundo prototipo con motor Bristol Pegasus I.M.3 y torreta dorsal acristalada.

## Especificaciones (Type 120)
Referencia datos: BarnesBarnes, 1970, p. 242

### Características generales
- Tripulación: Dos
- Longitud: 10,4 m (34 ft)
- Envergadura: 12,4 m (40,7 ft)
- Altura: 3,7 m (12 ft)
- Superficie alar: 34,9 m² (375,7 ft²)
- Peso vacío: 1647 kg (3630 lb)
- Peso cargado: 2359 kg (5199,2 lb)
- Planta motriz: 1× motor radial de 9 cilindros refrigerado por aire Bristol Pegasus I.M.3.
  - Potencia: 485 kW (669 HP; 660 CV)
- Hélices: Bipala de paso fijo

### Rendimiento
- Velocidad máxima operativa (Vno): 282 km/h (175 MPH; 152 kt)
- Techo de vuelo: 7805 m (25 607 ft)

### Armamento
- Ametralladoras: 

  - 1x Vickers de 7,7 mm frontal fija a través del arco de la hélice en el fuselaje
  - 1x Lewis de 7,7 mm flexible en anillo Scarff bajo torreta rotatoria
- Bombas: Hasta 227 kg en soportes externos

## Aeronaves relacionadas

### Secuencias de designación
- Secuencia Numérica (interna de Bristol): ← 107 - 109 - 110A - 118 - 120 - 123 - 124 - 130 →